# Batalla de Kurikara
La batalla de Kurikara, també coneguda com a batalla de Tonamiyama fou una batalla crucial dins de les Guerres Genpei, a més del fet que fou un punt d'inflexió on el clan Minamoto posà la balança al seu favor després del domini del clan Taira.

## Context
Minamoto no Yoshinaka, comandant d'un contingent de guerrers de la província de Shinano va aplanar les terres dels Taira diversos anys abans, les quals havien patit de fams dos anys abans. Una vegada que les condicions van millorar en 1183, els Taira buscaren venjança. Taira no Koremori, fill de Taira no Shigemori i net de Taira no Koemori, fou posat a càrrec de l'operació, donat suport per Michimori, Tadanori, Tomonori, Tsunemasa i Kiyofusa. Degut al fet que les seues tropes havien estat severament minvades per les fams i les batalles, reclutaren tropes en les terres properes.
Quan Yoshinaka s'assabentà dels moviments de l'enemic, s'allistà juntament amb les forces del seu oncle Minamoto no Yukiie així com els seus shitennō, els seus quatre generals de major confiança: Imai Kanehira, Higuchi Kanemitsu, Tate Chikatada, Nenoi Yukichika.

## Batalla
Acostant-se als passatges de la muntanya que connecten l'oest de Honshu amb l'est, va dividir les seues forces en dues: una en Kurikara i l'altra en l'entrada de la província d'Etchū. Minamoto no Yoshinaka, a l'albirar les tropes dels Taira, va acomodar un gran nombre de banderes blanques (el color del clan) en un pujol proper per a donar la il·lusió que les seues tropes eren majors del que en realitat eren amb l'objecte de detenir l'avanç dels Taira fins que enfosquira.
Dividí el seu exèrcit en tres parts: un grup ho envià a atacar els Taira per la rereguarda, altre grup fou enviat al passatge per a fer d'emboscada i la tercera es mantingué en posició per a atacar el centre.
Per a poder realitzar aquests moviments sense que els Taira els notaren, va començar amb un intercanvi de fletxes que tenien un cap en forma de bulb, les quals xiulaven per l'aire. Aquest ritual es portava a terme antigament com una manera de cridar als kami, les deïtats japoneses, perquè observaren els actes de valor que estaven per protagonitzar. Després d'aquest intercanvi simbòlic de fletxes, prosseguia una sèrie de duels personals entre les principals figures d'ambdós costats.
Mentre els duels personals es portaven a terme, les tropes de Yoshinaka es van situar en les posicions amatents. AL començar a enfosquir i tornar al seu campament, els Taira es van trobar de front amb el destacament dels Minamoto. Les forces centrals alliberaren a més a una rajada de boués amb torxes enceses en les seues banyes directament cap a l'exèrcit enemic el que va generar gran confusió entre els adversaris. Alguns atacaren a la rajada, alguns altres van intentar fugir perdent-se en els passadissos on foren morts o es trobaren amb l'exèrcit principal.
Els Taira que assoliren sobreviure fugiren per a salvar les seues vides.